# Bollettino storico-bibliografico subalpino
Il Bollettino storico-bibliografico subalpino è il periodico della Deputazione Subalpina di storia patria.

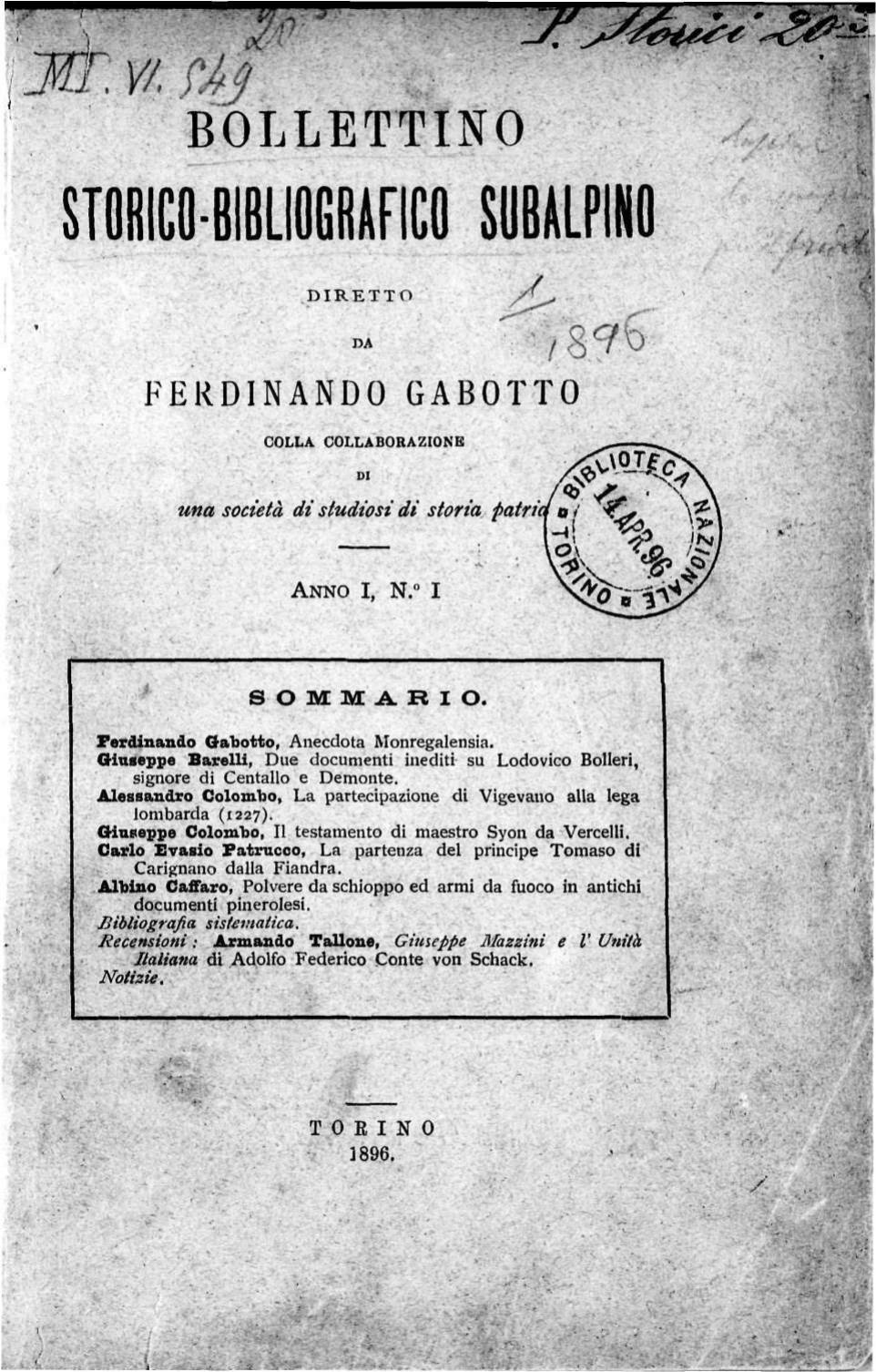
Copertina del primo numero, 1896

## Storia
Alla sua nascita, nel 1896, il Bollettino è il periodico della "Società Storica Subalpina", fondata da Ferdinando Gabotto, società che, nel 1935, si fonde con la "Regia Deputazione di Storia Patria", i cui studi e ricerche riguardano gli antichi territori sabaudi e la storia d’Italia.
Nel 1949 la Deputazione Subalpina di storia patria assume il proprio assetto definitivo su iniziativa del Presidente della repubblica Luigi Einaudi. Il Bollettino storico-bibliografico subalpino, in quanto rivista semestrale della Deputazione, vede pubblicati al suo interno studi storici, rassegne e recensioni che allargano la storia del Piemonte all’esame del pubblico scientifico italiano e internazionale, mettendo a disposizione dei lettori gli esiti di ricerche in campo storico, archeologico, artistico e filologico. 
Nel 1955 è stato pubblicato un indice dei volumi usciti dal 1896 al 1952, mentre nel 1976 è stato pubblicato un altro indice dei volumi usciti tra il 1953 e il 1972.
L'attuale direttore del Bollettino è Giuseppe Sergi.